# Mun till mun
För livräddning, se Hjärt-lungräddning
Mun till mun (eng. word of mouth) eller buzz marketing är en sorts marknadsföring som förlitar sig på att nöjda kunder sprider budskapet vidare. Många mindre företag använder sig inte av annan marknadsföring än just "mun till mun-metoden". Företagets nöjda kunder berättar om tjänsten eller produkten för sina vänner som i sin tur anlitar företaget eller köper produkten. På senare år har företag försökt utveckla koncept till Internet, som i grunden utnyttjar den mänskliga benägenheten att skvallra, eller bättre uttryckt: att dela med sig av sina erfarenheter.
Buzz marketing började i USA. Istället för konventionella marknadsföringsmetoder som annonsering och TV-reklam, försöker företaget istället att få folk att prata om produkten och genom "mun till mun"-metoden sprids ryktet om produkten och driver upp försäljningen. Detta är en mycket effektiv metod, då människor inte alltid uppfattar ryktesspridningen som reklam, dessutom tenderar människor att lita på omdömen de hör från vänner och bekanta i högre utsträckning än budskapet i en traditionell reklamkampanj.
Ett exempel på lyckad buzz marketing är det amerikanska internetföretaget Googles lansering av sin e-posttjänst Gmail. Google erbjöd vissa användare att testa tjänsten och dessa fick sedan ett begränsat antal inbjudningar de kunde dela ut till sina bekanta, som i sin tur kunde göra samma sak, och så vidare. Ryktet spreds genom mun-till-mun-tekniken och efterfrågan skapades genom begränsning av tillgången. Tjänsten är idag en av de mest populära e-posttjänsterna och denna spridning uppnåddes med i stort sett obefintlig insats från Google. Den har i och för sig synts på världens mesta laddade sajt Google. Ett annat exempel är mobiltelefonen Iphone. Det har inte varit så mycket reklam, men den har sålt mycket bra, trots högt pris. Nöjda kunder har demonstrerat telefonen för vänner.
När man bestämmer sig för att använda buzz marketing kommer man ofta i kontakt med begreppet storytelling. Storytelling är ett sätt att skörda och använda sanna berättelser om företaget eller tjänsten/varan för att påverka snacket i mun-till-munmarknadsföringen. Framförallt på den så kallade sociala webben, webb 2.0, är buzz marketing och storytelling fungerande verktyg.

## Etymologi
Det engelska uttrycket "word of mouth" fanns redan i Oxford English Dictionary på 1500-talet i England, men hade där den mer allmänna betydelsen muntlig kommunikation.